# Aeropuerto María Reiche Neuman
El Aeropuerto Maria Reiche Neuman es un pequeño aeródromo localizado en el distrito peruano de Vista Alegre, en Nazca en la región Ica. Este aeropuerto recibe un bajo número de vuelos chárter procedentes de otros aeropuertos nacionales, el aeropuerto es mayormente utilizado para el turismo en las Líneas de Nazca.

## Aerolíneas
- Air Majoro[2] (Líneas de Nazca)
- Airbrag[3] (Líneas de Nazca)
- Aerodiana[4] (Líneas de Nazca)
- Aero Nasca[5] (Líneas de Nazca)
- Aero Paracas[6] (Líneas de Nazca)
- Movil Air[7] (Líneas de Nazca)
- Alas Peruanas[8] (Líneas de Nazca)